# Halectinosoma gothiceps
Halectinosoma gothiceps is een eenoogkreeftjessoort uit de familie van de Ectinosomatidae. De wetenschappelijke naam van de soort is voor het eerst geldig gepubliceerd in 1881 door Giesbrecht.